# Bolyai (cratère)
Pour les articles homonymes, voir Bolyai.
Bolyai est le nom d'un cratère d'impact sur la face cachée de la Lune. Le nom fut officiellement adopté par l'Union astronomique internationale (UAI) en 1970,,, en référence à János Bolyai (1802-1860),,.
L'observation du cratère fut rapportée pour la première fois en 1965 par Zond 3,.

## Localisation
Voici la liste des reliefs de la Lune environnant le cratère,, : 
| Nord-ouest : À compléter | Nord : Neujmin (en) | Nord-est : À compléter |
| Ouest : À compléter      | Bolyai              | Est : À compléter      |
| Sud-ouest : À compléter  | Sud : À compléter   | Sud-est : Eötvös (en)  |

## Cratères satellites
Les cratères dits satellites sont de petits cratères situés à proximité du cratère principal, ils sont nommés du même nom mais accompagné d'une lettre majuscule complémentaire (même si la formation de ces cratères est indépendante de la formation du cratère principal). Par convention ces caractéristiques sont indiquées sur les cartes lunaires en plaçant la lettre sur le point le plus proche du cratère principal. Liste des cratères satellites de Bolyai, : 
| Bolyai | Latitude | Longitude | Diamètre |
| ------ | -------- | --------- | -------- |
| D      | 32.5° S  | 128.0° E  | 34 km    |
| K      | 36.3° S  | 126.8° E  | 29 km    |
| L      | 36.3° S  | 126.2° E  | 73 km    |
| Q      | 36.1° S  | 122.5° E  | 28 km    |
| W      | 32.2° S  | 123.9° E  | 50 km    |